# Louis John Steele

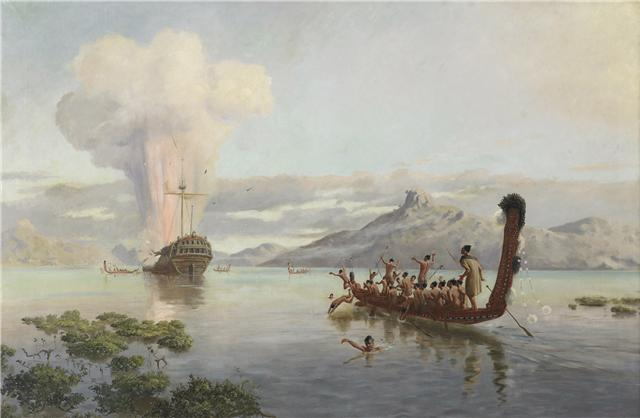
Die Explosion der Boyd (1889)

Louis John Steele (* 30. Januar 1842 in Reigate, England; † 12. Dezember 1918 in Auckland) war ein englisch-neuseeländischer Maler und Graveur. 

## Leben
Steele studierte an der École nationale supérieure des beaux-arts. 1871 kehrte er nach England zurück. In der Royal Academy of Arts gab es Ausstellungen seiner Gemälde und Stiche. Etwa 1886 wanderte er ohne seine Familie nach Neuseeland aus und ließ sich in Auckland nieder. Er spezialisierte sich auf Porträts, die Darstellung von Rennpferden sowie historische Szenen; letztere oft in großen Formaten, an denen andere Maler mitarbeiteten. 